# 山田憲司
山田 憲司（やまだ けんじ、1983年 -）は、日本の畳職人。岐阜県羽島市生まれ。

## 概要
2018年頃より変形した畳の研究を始め、世界で初めて畳とアートを融合させた作家として活動している。

## 作風
畳そのものの色を変えるのではなく、畳表の織り目の向きを変えることによって、光の反射で畳の色が変化することを利用してデザインをしている。
特徴として極めてシンプルな一本線で表現をしており、空間の中でも床という最下層の面を平面的に捉えたスーパーフラットホライゾンを提唱している。

## メディア
- 2019/2/14 岐阜新聞 掲載
- 2019/5/23 Abema Times 掲載[4]
- 2019/5/24 中京テレビ キャッチ 出演[5]
- 2019/5/25 AbemaTV ニシノコンサル#29 出演[6]
- 2019/6/6 Abema Times 掲載[7]
- 2019/6/20 毎日新聞 掲載
- 2019/6/24 中部経済新聞 掲載[8]
- 2019/8/17 羽島ホームニュース 掲載
- 2019/9/11 中部経済新聞 掲載[9]
- 2019/9/18 中部経済新聞 掲載[10]
- 2019/10/8 読売新聞 掲載[11]
- 2019/10/9 岐阜新聞 掲載
- 2019/10/20 朝日新聞 掲載
- 2019/11/12 岐阜新聞 掲載
- 2019/11/23 CCNケーブルテレビ ぎふわっか 出演
- 2019/11/27 中日新聞 掲載
- 2019/12/8 羽島商工会新聞 掲載
- 2019/12/24 はしマイスター認定
- 2019/12/25 ぎふチャン ぎふサテ！ 出演
- 2019/12/25 中日新聞 掲載
- 2020/1/1 広報はしま 掲載[12]
- 2020/2/13 NHK まるっと 出演
- 2020/2/14 NHK おはよう東海 出演
- 2020/2/20 ぎふチャン あなたの街から 出演
- 2020/3/16 NHK ワールド 出演
- 2020/3/24 中日新聞 掲載
- 2020/3/30 三條新聞 掲載
- 2020/4/14 NHK おはよう日本 出演
- 2020/4/14 NHK web 掲載[13]
- 2020/4/14 FNNプライムオンライン 掲載[14]
- 2020/4/14 Nippon.com 掲載[15]
- 2020/4/27 東海テレビ スイッチ 出演[16]
- 2020/5/11 CBCラジオ 多田しげおの気分爽快 出演
- 2020/5/18 リフォマガ6月号 掲載[17]
- 2020/5/22 Nippon.com English 掲載[18]
- 2020/6/16 Nerdist 掲載[19]
- 2020/7/7 TBS マツコの知らない世界 出演[20]
- 2020/7月 アルジャジーラTV(カタール) 出演
- 2020/8/17 愛知北エフエム 未来のパノラマ 出演
- 2020/9/5 新潟日報 掲載[21][22]
- 2020/9/7 三條新聞 掲載
- 2020/9/17 日テレ next クリエイターズ 出演[23]
- 2020/9/18 ぎふチャン 生放送ぎふナビ 出演
- 2020/10/1 中日新聞 掲載
- 2020/10/3 雑誌 ハースト婦人画報 Fortuna掲載
- 2020/10/20 繊研新聞 掲載[24]
- 2020/11/25 中京テレビ それって!?実際どうなの課 出演[25]
- 2020/11/27 中京テレビ ゴリ夢中 出演[26]
- 2020/12/16 CBCテレビ　チャント！ 出演
- 2020/12/23 ニッポン手仕事図鑑 出演[27]
- 2020/12/24 法華宗機関誌『宝塔』掲載
- 2020/12/28 フジテレビ めざましテレビ「キラビト！」出演
- 2021/2/1 はしまる2月号 掲載[28]
- 2021/3/25 毎日新聞に合同個展「濫觴の会」掲載
- 2021/4/27 書籍「世界で一番やさしいインテリア」掲載
- 2021/5/8 中日新聞はしまホームニュース 掲載[29]
- 2021/5/17 インテリアビジネスニュース 掲載 [30]
- 2021/6/1 500文字HUMAN 掲載[31]
- 2021/6/11 BS・NHK 美の壺 出演[32]
- 2021/6/19 BS・テレ東 突撃！隣のスゴイ家 出演
- 2021/8/27 新潟放送 新潟名刹紀行 出演
- 2021/9/9 週刊文春9/16号 掲載
- 2021/10/1 大阪・建設DX展 ゲスト出演
- 2021/11/20 美術の窓12月号 掲載
- 2021/12/20 美術の窓1月号 掲載
- 2022/1/14 アベマTV・アベマプライム 出演[33]
- 2022/1/17 TBS・THE TIME の「バズったワードランキング」出演[34]
- 2022/1/20 中日新聞掲載[35]
- 2022/1/23 グレイプ掲載[36]
- 2022/1/23 ねとらぼ 掲載[37]
- 2022/1/23 Yahoo!ニュース 掲載
- 2022/1/25まいどなニュース[38]
- 2022/1/25 Yahoo!ニュース 掲載
- 2022/2/3 Jタウンニュース 掲載[39]
- 2022/2/4 NHK「まるっと岐阜」 出演[40]
- 2022/2/7 岐阜新聞 掲載[41]
- 2022/2/8 新潟総合テレビ「ニュースタッチ」出演[42]
- 2022/2/13 オリコンニュース掲載[43]
- 2022/2/13 Yahoo!ニュース 掲載
- 2022/2/19 ペチャクチャインターナショナル 出演[44]
- 2022/2/20 日テレ・スクール革命！ 出演
- 2022/2/21 台湾メディア・自由時報 掲載[45]
- 2022/3/6 メーテレ・うどちゃんの旅してゴメン 出演[46]
- 2022/3/12 NHK・NEWSLINE 掲載[47]
- 2022/3/15 朝日新聞 掲載[48]
- 2022/3/15 雑誌「大人の週末」掲載[49]
- 2022/3/25 アベマTV アベマプライム 出演[50]
- 2022/3/29 BSフジ ブレイク前夜 出演[51]
- 2022/4/29 官邸発信SNS 掲載[52]
- 2022/5/3 MID-FM はぴどり 出演[53]
- 2022/5/16 CBS Sunday Morning 出演[54]

## イベント
- 2018/12/14 「天空の茶会」高層建築×茶道、名古屋市・大名古屋ビルヂング
- 2019/1/12 「車椅子バスケカナダ代表アフラーパーティー」名古屋市・名城大学
- 2019/2/22 「お茶ら会」洋食×茶道、名古屋市・ブラッセリーブルゴーニュ
- 2019/4/3 「さくら茶会」お花見×茶道、名古屋市・岳見町ぎゃらりぃ
- 2019/5/6 「竹鼻祭り」藤棚×お抹茶、羽島市・竹鼻別院
- 2019/9/28 「お茶ら会2」洋食×茶道、名古屋市・ブラッセリーブルゴーニュ
- 2019/11/12 「龍の畳展示会」岐阜市・上杉木材店ショールーム
- 2019/11/30 「ツイードラン尾州2019」羽島市・マテリアルセンター
- 2019/12/1 「国際交流のつどい」羽島市・文化センター
- 2020/2/14 「お茶ら会3」洋食×茶道、名古屋市・ブラッセリーブルゴーニュ
- 2020/10/13 「お茶ら会4」洋食×茶道、名古屋市・ブラッセリーブルゴーニュ
- 2020/12/16 「畳の個展2020」渋谷区・弘重ギャラリー[55]
- 2021/4/1 「合同個展」陶芸×書道×畳、名古屋市・岳見町ぎゃらりぃ[56]
- 2022/2/5 個展「スーパーフラットホライゾン」踏まれるための絵画展示[57]